# Église Saint-Amand de Russeignies
Pour les articles homonymes, voir Église Saint-Amand.
L'église Saint-Amand de Russeignies est l'église paroissiale du village de Russeignies, section de la commune du Mont-de-l'Enclus, en Belgique. Elle se situe sur la place de Russeignies.

## Description
Cette église en brique se trouve sur une élévation au milieu d'un cimetière. La tour actuelle de style gothique est construite vers 1600. L'église est modifiée par la suite et renforcée par trois nefs de style classique en 1782. Le chœur est fermé sur trois côtés. Sur un soubassement, la tour est renforcée de chaînages d'angles. La porte d'entrée remonte au XVIIIe siècle et possède une grande fenêtre de style gothique.
A l'extérieur de l'église, à gauche du portail d'entrée, se trouve une pierre tombale maçonnée de 1575, de style Renaissance.
L'existence d'une première église à cet emplacement à partir du XIe siècle est supposée.

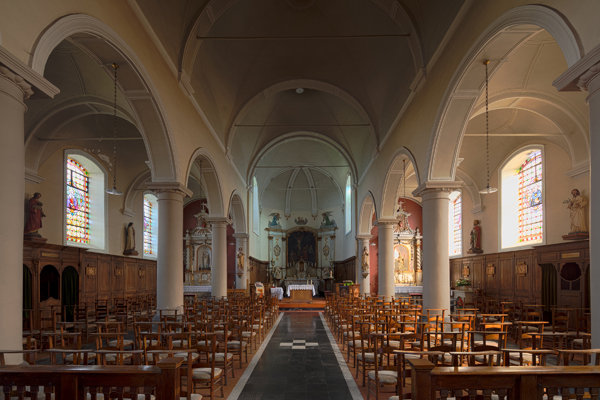
Interieur
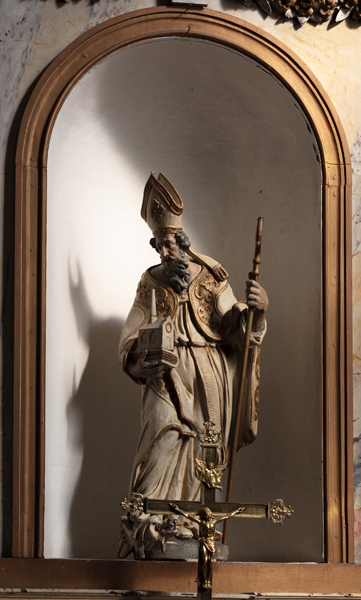
Saint Amand
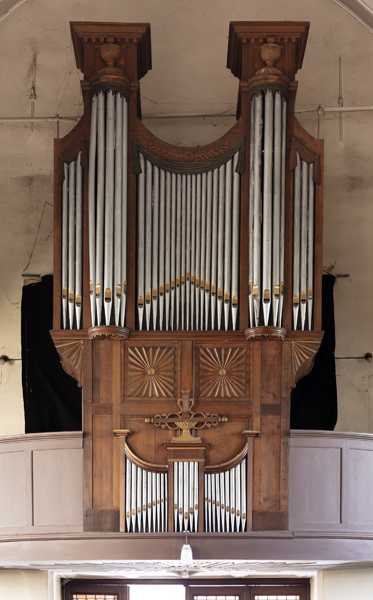
Orgue